# Хоэнлокштедт
Хоэнлокштедт (нем. Hohenlockstedt) — община в Германии, в земле Шлезвиг-Гольштейн. 
Входит в состав района Штайнбург. Подчиняется управлению Хоэнлокштедт.  Население составляет 6012 человек (на 31 декабря 2010 года). Занимает площадь 45,6 км².
Коммуна подразделяется на 6 сельских округов.

## Фотографии

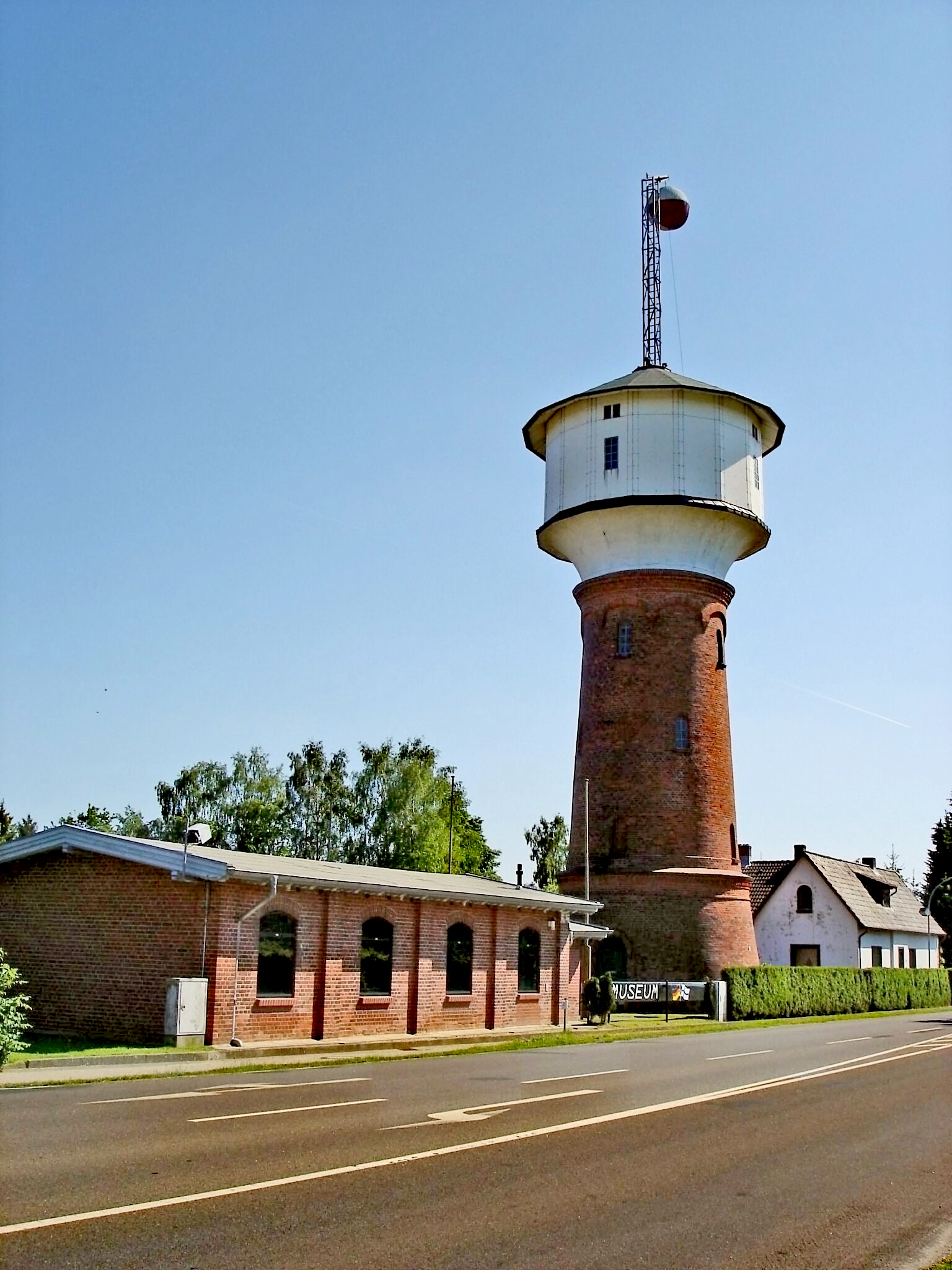
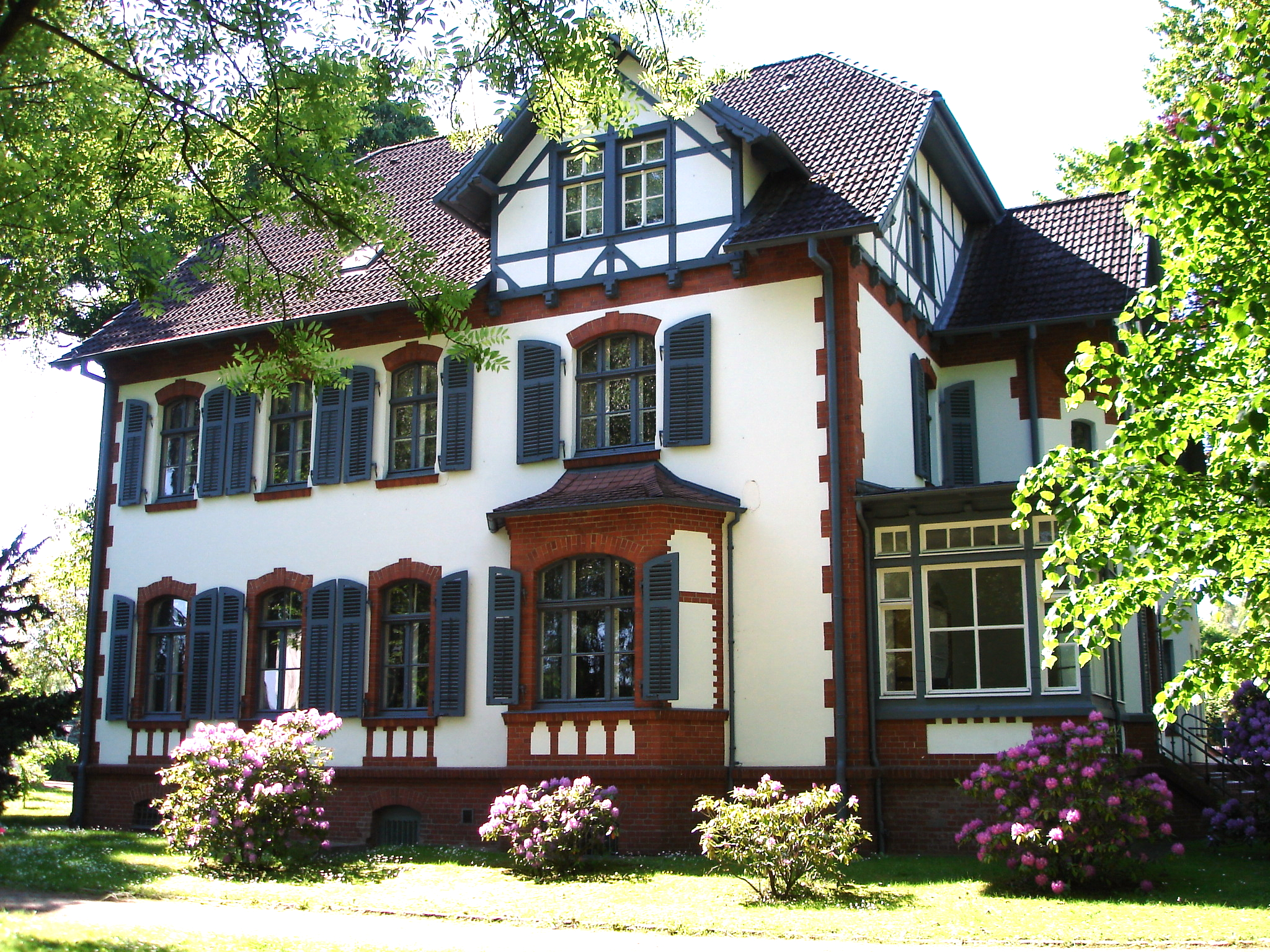
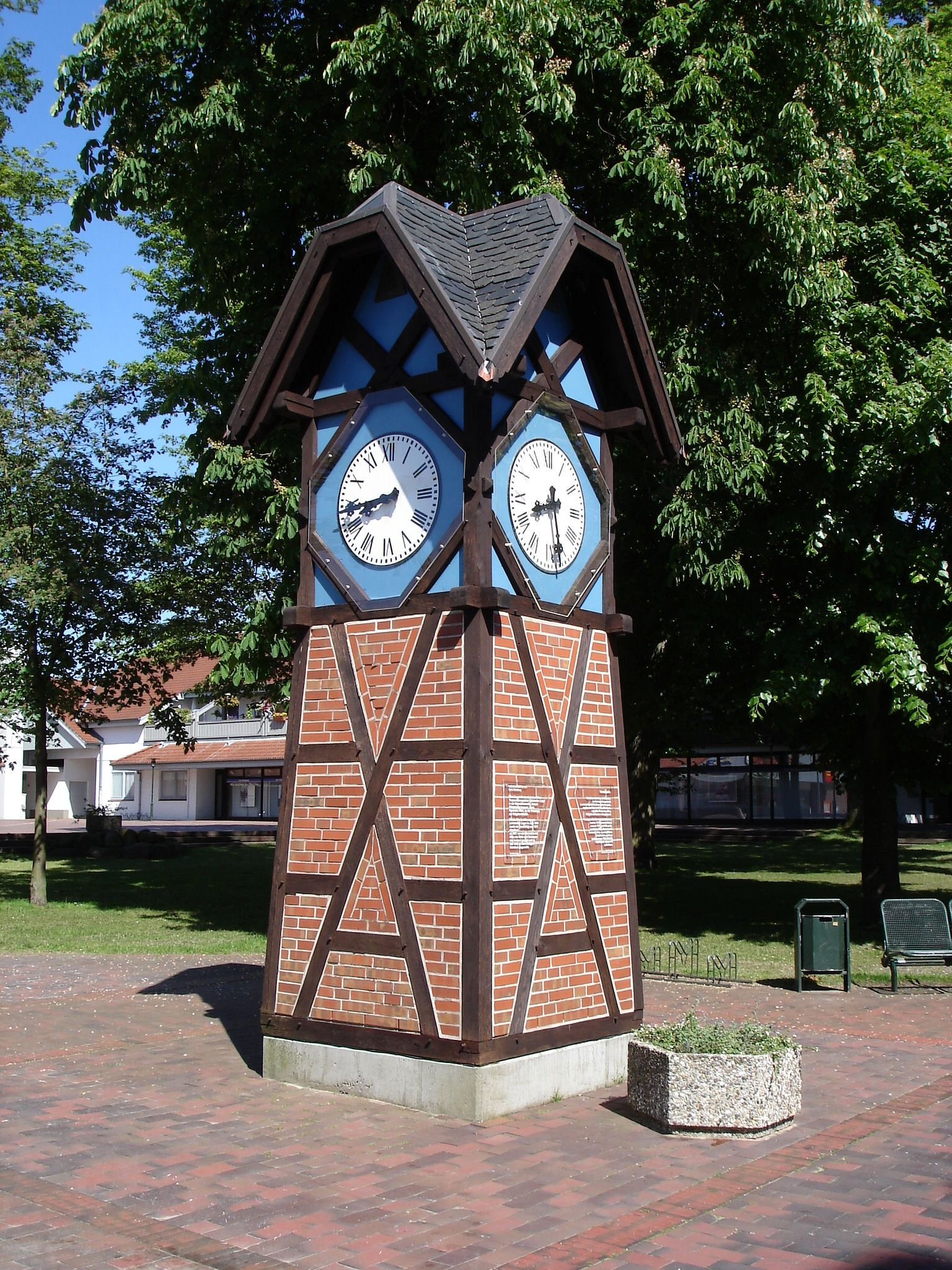
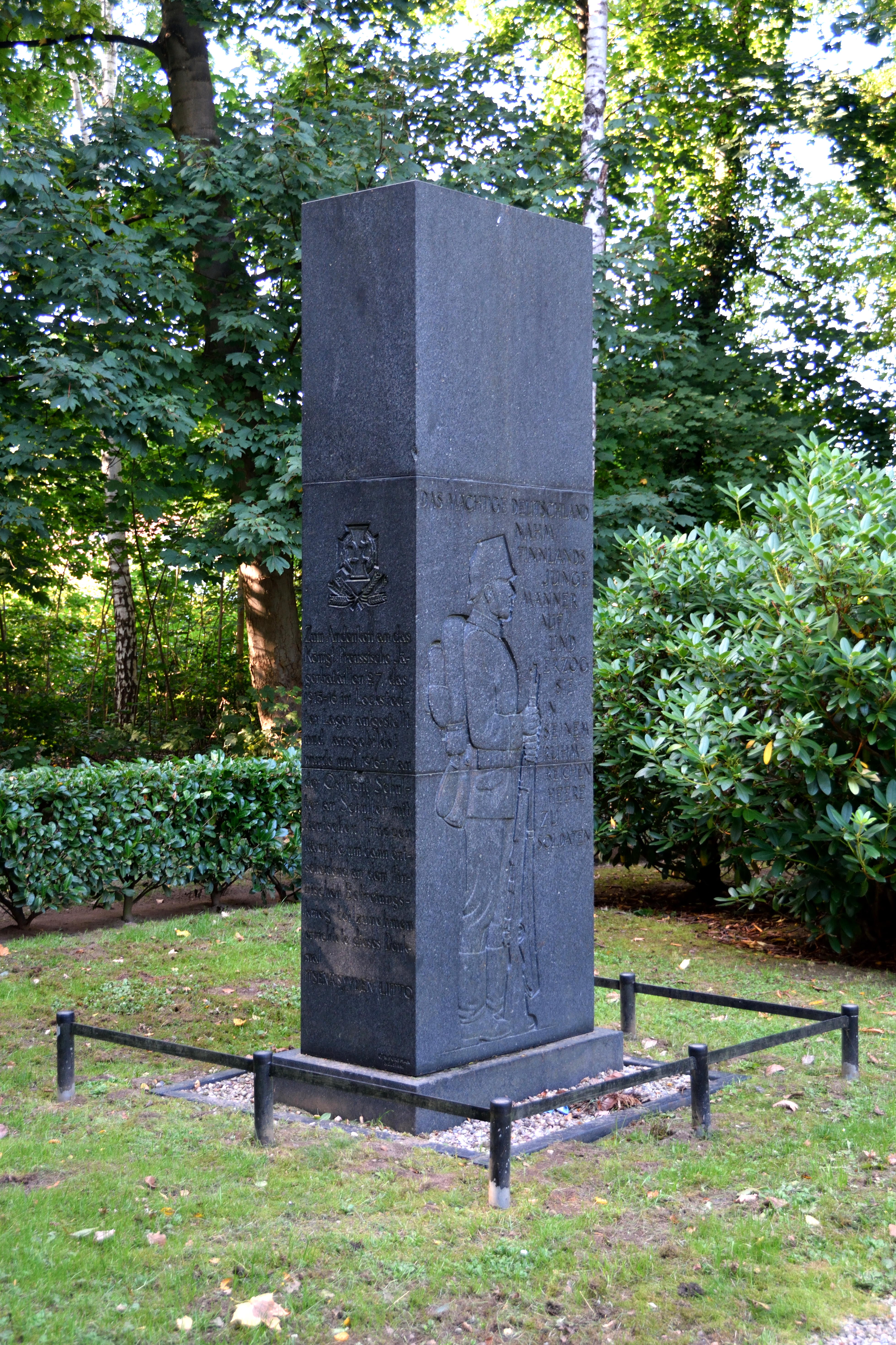